# Hedvig Ekeman-d’Alesson
Hedvig Ekeman-d’Alesson, död efter 1815, var en kvinna som var föremål för en del spekulation och romantiserande ryktesspridning under artonhundratalet som påstådd Vasaättling.
Hedvig Ekeman-d’Alesson anlände år 1812 tillsammans med en kvinnlig tjänare och en tonårspojke till utanför Jena i Sachsen-Weimar-Eisenach där hertigen av Sachsen-Weimar-Eisenach gav order om att ett hus skulle byggas för vad som kallades ”den svenska grevinnans” räkning. Platsen ifråga kallades sedan traditionellt för ”Svenska platsen”. Hon bodde där till 1815, då hon sades ha gett sig av till Wienkongressen. Hon sågs på 1820-talet i Stuttgart, där hon sade sig vara släkt med Gustav IV Adolf och ha lämnat Sverige 1809. Hon var också ivrig Vasaanhängare. Hedvig Ekeman-d’Alesson blev föremål för en hel del debatter, spekulationer och forskning under 1800-talet.     